# Чепко, Валентина Владимировна
Валентина Владимировна Чепко́ (бел. Валянціна Уладзіміраўна Чапко; 25 февраля 1925, Минск — 23 ноября 2004, Минск) — белорусский советский историк. Доктор исторических наук (1969), профессор (1976).

## Биография
Родилась в городе Минск 25 февраля 1925 года. С 1940 по 1941 училась в Ленинградском кораблестроительном институте.
2 ноября 1941 года по дороге в институт была тяжело ранена осколком снаряда, попала в больницу и впоследствии была вывезена по Ладожскому озеру в Вологодскую область.
Принимала участие в Великой Отечественной войне в составе 914 ОТСР 27-й армии.
В 1950 году с отличием окончила Белорусский государственный университет.
В 1953 году защитила кандидатскую диссертацию (Белорусский государственный университет; «Общественная и культурная деятельность Георгия Скорины»). В 1969 году защитила докторскую диссертацию (Институт истории Академии наук Белорусской ССР; «Разложение феодально-крепостнической системы и формирование капиталистических отношений в сельском хозяйстве Белоруссии в первой половине XIX века»).
В 1953—1972 годы — научный сотрудник Института истории Академии наук Белорусской ССР.
С 1972 года возглавляла кафедру всеобщей истории Минского педагогического института. С 1978 года в Белорусском государственном университете — заведующая кафедрой истории Белорусской ССР, с 1984 года — профессор кафедры истории древнего мира и средних веков.
Умерла 23 ноября 2004 года.

## Научная деятельность
Исследовала социально-экономические процессы в Белоруссии в первой половине XIX века, изучала вопросы аграрной истории Белоруссии, историю белорусских городов конца XVIII — первой половины XIX века, творчество Франциска Скорины, историографию Белоруссии эпохи феодализма, подготовила учебные пособия по белорусской истории.

## Награды
Награждена орденом «Знак Почета», орденом Отечественной войны 2-й степени (к 40-летию Победы в Великой Отечественной войне, № наградного документа: 75, от 6.4.1985, № записи: 1521589663), медалями.